# Lepteria viridicosta
Lepteria viridicosta är en fjärilsart som beskrevs av William Schaus 1912. Lepteria viridicosta ingår i släktet Lepteria och familjen nattflyn. Inga underarter finns listade i Catalogue of Life.